# Grand Prix Formule 1 van Portugal 1995
De Grand Prix Formule 1 van Portugal 1995 werd gehouden op 24 september 1995 op Estoril.

## Uitslag
| Positie | Nummer | Rijder                   | Team               | Ronden | Tijd/Opgave     | Startplaats | Punten |
| ------- | ------ | ------------------------ | ------------------ | ------ | --------------- | ----------- | ------ |
| 1       | 6      | David Coulthard          | Williams-Renault   | 71     | 1:41:52.145     | 1           | 10     |
| 2       | 1      | Michael Schumacher       | Benetton-Renault   | 71     | +7.248          | 3           | 6      |
| 3       | 5      | Damon Hill               | Williams-Renault   | 71     | +22.121         | 2           | 4      |
| 4       | 28     | Gerhard Berger           | Ferrari            | 71     | +1:24.879       | 4           | 3      |
| 5       | 27     | Jean Alesi               | Ferrari            | 71     | +1:25.429       | 7           | 2      |
| 6       | 30     | Heinz-Harald Frentzen    | Sauber-Ford        | 70     | +1 Ronde        | 5           | 1      |
| 7       | 2      | Johnny Herbert           | Benetton-Renault   | 70     | +1 Ronde        | 6           |        |
| 8       | 25     | Martin Brundle           | Ligier-Mugen-Honda | 70     | +1 Ronde        | 9           |        |
| 9       | 7      | Mark Blundell            | McLaren-Mercedes   | 70     | +1 Ronde        | 12          |        |
| 10      | 15     | Eddie Irvine             | Jordan-Peugeot     | 70     | +1 Ronde        | 10          |        |
| 11      | 14     | Rubens Barrichello       | Jordan-Peugeot     | 70     | +1 Ronde        | 8           |        |
| 12      | 29     | Jean-Christophe Boullion | Sauber-Ford        | 70     | +1 Ronde        | 14          |        |
| 13      | 4      | Mika Salo                | Tyrrell-Yamaha     | 69     | +2 Rondes       | 15          |        |
| 14      | 24     | Luca Badoer              | Minardi-Ford       | 68     | +3 Rondes       | 18          |        |
| 15      | 10     | Taki Inoue               | Arrows-Hart        | 68     | +3 Rondes       | 19          |        |
| 16      | 21     | Pedro Diniz              | Forti-Ford         | 66     | +5 Rondes       | 22          |        |
| 17      | 22     | Roberto Moreno           | Forti-Ford         | 64     | +7 Rondes       | 23          |        |
| NF      | 17     | Andrea Montermini        | Pacific-Ilmor      | 53     | Versnellingsbak | 21          |        |
| NF      | 8      | Mika Häkkinen            | McLaren-Mercedes   | 44     | Motor           | 13          |        |
| NF      | 16     | Jean-Denis Délétraz      | Pacific-Ilmor      | 14     | Fysiek          | 24          |        |
| NF      | 26     | Olivier Panis            | Ligier-Mugen-Honda | 10     | Spin            | 11          |        |
| NF      | 23     | Pedro Lamy               | Minardi-Ford       | 7      | Versnellingsbak | 17          |        |
| NF      | 3      | Ukyo Katayama            | Tyrrell-Yamaha     | 0      | Botsing         | 16          |        |
| NF      | 9      | Massimiliano Papis       | Arrows-Hart        | 0      | Versnellingsbak | 20          |        |

## Wetenswaardigheden
- Heinz-Harald Frentzen spinde bij de eerste start en viel stil bij de tweede, maar slaagde er toch nog in om zesde te worden.
- Ukyo Katayama nam niet deel aan de tweede start nadat hij zwaar was gecrasht tijdens de eerste start en een tijd bewusteloos was.  Hij was te geblesseerd om aan de herstart deel te nemen.

## Statistieken
| Pole-position | David Coulthard | Williams-Renault | 1:20.537 |
| Snelste ronde | David Coulthard | Williams-Renault | 1:23.220 |

## Noot
- Dit was de eerste Grand Prix-winst voor David Coulthard.

1958 · 1959 · 1960 · 1984 · 1985 · 1986 · 1987 · 1988 · 1989 · 1990 · 1991 · 1992 · 1993 · 1994 · 1995 · 1996 · 2020 · 2021